# Грбови рејона Орловске области
Грбови рејона Орловске области обухвата галерију грбова административних јединица руске области — Орловске области, са статусом градских округа и рејона, те њихове историјске грбове (уколико их има).
Већина грбова настала је након успостављања Руске Федерације и Орловске области, као њеног саставног субјекта.

## Грбови округа и рејона
- I — Грб округа 
 Ливни
- II — Грб округа 
 Мценск
- III — Грб округа 
 Орел
- 1 — Грб рејона 
 Боловски
- 2 — Грб рејона 
 Верховје
- 3 — Грб рејона 
 Глазуновски
- 4 — Грб рејона 
 Дмитровски
- 5 — Грб рејона 
 Должански
- 6 — Грб рејона 
 Заљегошченски
- 7 — Грб рејона 
 Знаменски
- 8 — Грб рејона 
 Колпњански
- 9 — Грб рејона 
 Корсаковски
- 10 — Грб рејона 
 Краснаја Зарја
- 11 — Грб рејона 
 Кромски
- 12 — Грб рејона 
 Ливенски
- 13 — Грб рејона 
 Малоархангељски
- 14 — Грб рејона 
 Мценски
- 15 — Грб рејона 
 Новодеревењковски
- 16 — Грб рејона 
 Новосиљски
- 17 — Грб рејона 
 Орловски
- 18 — Грб рејона 
 Покровски
- 19 — Грб рејона 
 Свердловски
- 20 — Грб рејона 
 Сосковски
- 21 — Грб рејона 
 Тросњански
- 22 — Грб рејона 
 Урицки
- 23 — Грб рејона 
 Хотињецки
- 24 — Грб рејона 
 Шабликински